# Jan Antoniszczak

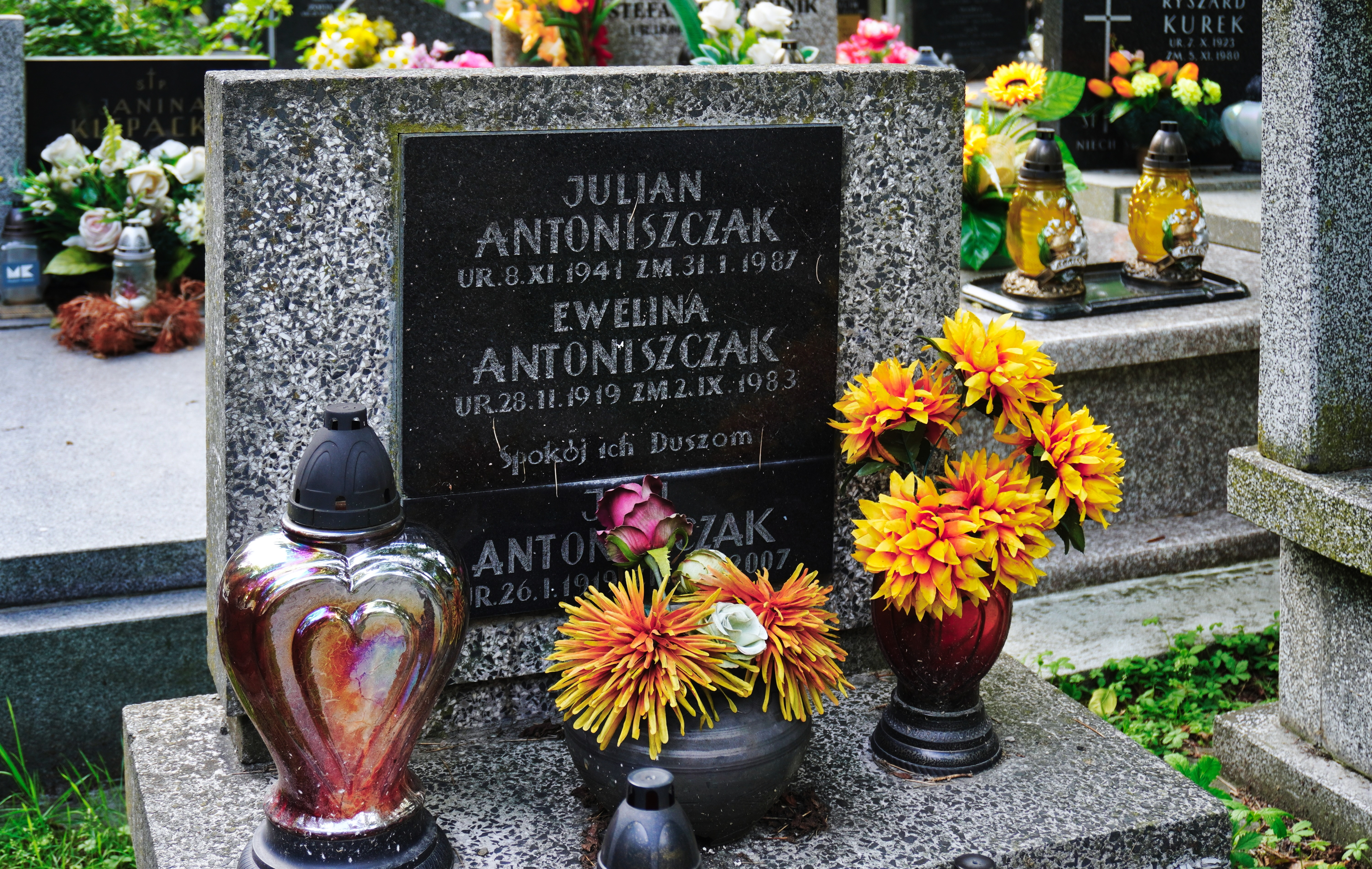
Grób Jana Antoniszczaka na cmentarzu Rakowickim w Krakowie

Jan Antoniszczak (ur. 26 stycznia 1919 w Nowym Sączu, zm. 5 lutego 2007 w Krakowie) – polski działacz społeczny i sportowy.

## Życiorys
Syn Józefa. Starosta miast Nowy Sącz i Żywiec, sekretarz Prezydium Rady Narodowej m. Krakowa (1961), wiceprezydent Krakowa (od 1965 zastępca przewodniczącego Prezydium Rady Narodowej m. Krakowa), dyrektor Zjednoczenia Wapnia i Gipsu oraz prezes oddziału wojewódzkiego Polskiego Związku Emerytów. 
W wyborach do Sejmu w 1957 roku Jan Antoniszczak (PZPR) nie uzyskał wymaganej bezwzględnej większości jako jeden z kandydatów ubiegających się o funkcję posła z tzw. miejsca mandatowego, co było jedynym takim przypadkiem w historii PRL. Kandydował on z trzeciej pozycji listy FJN w trzymandatowym okręgu nr 37 z siedzibą w Nowym Sączu, gdzie musiała się odbyć druga tura głosowania.
Prezes KS Cracovia w latach 1960–1961 i 1966–1967. P.o. prezesa Aeroklubu PRL, w grudniu 1969 na Krajowym Zjeździe Aeroklubu PRL został wybrany na stanowisko wiceprezesa. 
Zmarł w Krakowie. Pochowany 15 lutego 2007 na cmentarzu Rakowickim (kwatera LXXIII-12-7).

## Ordery i odznaczenia
- Order Sztandaru Pracy II klasy (1969)[10]
- Krzyż Oficerski Orderu Odrodzenia Polski
- Krzyż Kawalerski Orderu Odrodzenia Polski (17 lipca 1954)[2]
- Srebrny Krzyż Zasługi (25 czerwca 1946)[11]
- Medal 10-lecia Polski Ludowej (17 stycznia 1955)[12]
- Złota Odznaka „Za Pracę Społeczną dla miasta Krakowa” (1965)[13]
- Odznaka Jubileuszowa KS Cracovia (1981)[14]